# Makara B. Gábor
Makara B. Gábor (Budapest, 1939. január 21. –) Széchenyi-díjas orvos, neuroendokrinológus, professor emeritus, a Magyar Tudományos Akadémia rendes tagja.

## Élete
A Ferencvárosban lévő Fáy András Gimnáziumban érettségizett, 1957-ben. A budapesti Semmelweis Orvostudományi Egyetemen 1964-ben diplomázott az általános orvosi karon. Kandidátusi értekezését neuroendokrinológiából 1968-ban védte meg. Az orvostudományok doktora 1988-ban, a Magyar Tudományos Akadémia levelező tagja 1998-ban, rendes tagja pedig 2004-ben lett.

## Díjai, elismerései
- Akadémiai Díj (1986)
- A Magyar Köztársaság tisztikeresztje (2003)
- Széchenyi-díj (2011)
- A Magyar Érdemrend középkeresztje (2014)

## Szervezeti tagságai
- Elméleti Orvostudományi Bizottság (szavazati jogú tag)
- Magyar Tudományos Művek Tára Tudományos Tanács

## Publikációi
„*2. Zelena D, Pintér O, Balazsfi DG, Langnaese K, Richter K, Landgraf R, Makara GB, Engelmann M: Vasopressin signaling at brain level controls stress hormone release: the vasopressin-deficient Brattleboro rat as a model AMINO ACIDS 47:(11) pp. 2245-2253. (2015)
- 4. Zelena D, Makara GB: Szteroidok: A glükokortikoidok élettani és gyógyszertani hatásai Orvosi Hetilap 153:(35) pp. 1415-1425. (2015)
- 5. Filaretova L, Makara G: The surprising dual action of glucocorticoids

IDEGGYÓGYÁSZATI SZEMLE / CLINICAL NEUROSCIENCE 67:(3–4) pp. 121-123. (2014)
Selye Symposium. Budapest, Magyarország
- 6. Holl A, Makara G, Micsik A, Kovács L MTMT: The Hungarian Scientific Bibliography In: Uses of open data within government for innovation and efficiency. Konferencia helye, ideje: Szamosz, Görögország, 2014.06.30-2014.07.01.Paper 79. 5 p.
- 286. Frenkl R, Csalay L, Makara G, Somfai Z, Selmeci L: L'effect de l'activité musculaire réguliere sur la sensibilité á la sérotonine des rats MEDICINA EXPERIMENTALIS - INTERNATIONAL JOURNAL OF EXPERIMENTAL MEDICINE 10: pp. 190-194. (1964)
- 287. Frenkl R, Csalay L, Makara G, Somfai Z: The effect of regular muscle activity on the histamine sensitivity of the rat ACTA PHYSIOLOGICA ACADEMIAE SCIENTIARUM HUNGARICAE 25: pp. 199-202. (1964)
- 288. Frenkl R, Csalay L, Makara G, Harmos G:Antiulcerogenic effect of exercise in rats ACTA PHYSIOLOGICA ACADEMIAE SCIENTIARUM HUNGARICAE 25: pp. 97-100. (1964)
- 289. Frenkl R, Csalay L, Makara G, Somfai Zs, Selmeci L: Rendszeres izomtevékenység hatása patkányok serotonin-érzékenységére KÍSÉRLETES ORVOSTUDOMÁNY 16: pp. 391-393. (1964)
- 290. Makara G: E vitamin hiány kialakulása complex nutritiv cardiopathiában

KÍSÉRLETES ORVOSTUDOMÁNY 15: pp. 51-52. (1963)”

- Stressz és betegségek. Székfoglaló előadások a Magyar Tudományos Akadémián (2014)

## MTMT publikációs lista
Publikációs listája az MTMT-ben